# Matteo Grassotto
Matteo Grassotto (* 14. März 1980 in Asolo) ist ein italienischer Rennfahrer.

## Karriere
Wie die meisten Motorsportler begann Grassotto seine Karriere im Kartsport, in dem er von 1992 bis 1998 aktiv war. Außerdem machte er 1998 seine ersten Erfahrungen im Formelsport und wurde auf Anhieb Vizemeister der italienischen Formel Renault Campus. 1999 gewann er den Meistertitel der italienischen F3 Federale. 2000 wechselte er in den Formel Renault 2.0 Eurocup und wurde mit zwei Siegen hinter Felipe Massa und Charles Zwolsman junior Dritter in der Meisterschaft. Außerdem nahm er an vier Rennen der italienischen Formel Renault teil.
2001 wechselte er in die deutsche Formel-3-Meisterschaft und belegte mit zwei Podest-Platzierungen den elften Gesamtrang. 2002 trat Grassotto in der Euro 3000 an und wurde mit zwei Podest-Platzierungen Siebter. 2003 blieb der Italiener in dieser Serie und verbesserte sich mit vier Podest-Platzierungen auf den vierten Gesamtrang.
Nachdem Grassotto 2004 zunächst kein Cockpit gefunden hatte, bestritt er die letzten zwei Saisonrennen in der Formel 3000 für den von Durango betreuten Rennstall AEZ Racing. Der Italiener ersetzte dabei seinen Landsmann Raffaele Giammaria. Grassotto holte einen Punkt und belegte den 18. Gesamtrang. 2005 erhielt er kein Cockpit in der Formel-3000-Nachfolgeserie GP2 und trat nur bei einem Rennen der italienischen Formel 3000, der Nachfolgeserie der Euro 3000, an.
Nach einer zweijährigen Pause kehrte Grassotto 2008 in den Motorsport zurück und wurde auf Anhieb Meister der GT3-Klasse der italienischen GT-Meisterschaft. 2009 blieb er in der italienischen GT-Meisterschaft und wurde Fünfter in der GT3-Klasse.

## Karrierestationen
- 1992–1998: Kartsport
- 1998: Italienische Formel Renault Campus (Platz 2)
- 1999: Italienische F3 Federale (Meister)
- 2000: Formel Renault 2.0 Eurocup (Platz 3)
- 2001: Deutsche Formel-3-Meisterschaft (Platz 11)
- 2002: Euro 3000 (Platz 7)
- 2003: Euro 3000 (Platz 4)
- 2004: Internationale Formel-3000-Meisterschaft (Platz 18)
- 2005: Italienische Formel 3000
- 2008: Italienische GT-Meisterschaft, GT3-Klasse (Meister)
- 2009: Italienische GT-Meisterschaft, GT3-Klasse (Platz 5)

| Personendaten    | Personendaten            |
| ---------------- | ------------------------ |
| NAME             | Grassotto, Matteo        |
| KURZBESCHREIBUNG | italienischer Rennfahrer |
| GEBURTSDATUM     | 14. März 1980            |
| GEBURTSORT       | Asolo, Italien           |